# PGM-19 Jupiter
PGM-19 Jupiter là một tên lửa đạn đạo mang đầu đạn hạt nhân tầm trung của Không quân Mỹ. Nó là tên lửa nhiên liệu lỏng sử dụng nhiên liệu RP-1 và chất oxy hóa là oxy lỏng, với một động cơRocketdyne LR79-NA (model S-3D) sản sinh lực đẩy 667 kilônewtơn (150.000 lbf). Nó mang theo một đầu đạn hạt nhân W49 có đương lượng nổ 1,44 mêga tấn TNT (6,0 PJ). Nhà thầu chính phát triển tên lửa là tập đoàn Chrysler.
Tên lửa Jupiter ban đầu được thiết kế bởi Lục quân Mỹ, vốn muốn phát triển một loại tên lửa có độ chính xác cao để tấn công các mục tiêu có giá trị cao như cầu, đường sắt, chỗ tập trung quân... Hải quân Mỹ cũng muốn sử dụng thiết kế tên lửa Jupiter để làm tên lửa phóng từ tầu ngầm nhưng sau đó họ đã tách ra và tự phát triển riêng tên lửa SLBM UGM-27 Polaris. Jupiter vẫn còn giữ lại nguyên thân ngắn, vốn được thiết kế để trang bị trên tàu ngầm hạt nhân.

## Lịch sử phát triển

### Cấu hình ban đầu
Lịch sử của tên lửa Jupiter bắt nguồn từ tên lửa PGM-11 Redstone, tên lửa đạn đạo hạt nhân đầu tiên của Mỹ. Trong khi PGM-11 được đưa vào trang bị, nhóm của Cục Tên lửa Đạn đạo Quân đội-Army Ballistic Missile Agency (ABMA) đứng đầu là Wernher von Braun tại Redstone Arsenal đã bắt đầu xem xét một phiên bản nâng cấp sử dụng động cơ tên lửa LR89 đang được Rocketdyne phát triển cho dự án tên lửa Atlas của Không quân. Sử dụng động cơ LR89 và bổ sung tầng đẩy thứ hai sẽ cho phép thiết kế tên lửa mới đạt tầm bắn 1.000 hải lý (1.900 km; 1.200 mi), là một sự nhảy vọt đáng kể so với tầm bắn của tên lửa Redstone chỉ khoảng 60 dặm (97 km).
Khi Rocketdyne tiếp tục công việc phát triển trên động cơ LR89, dường như nó có thể được cải tiến để tăng lực đẩy lên trên lực đẩy dự tính trước đó là 120.000 pound lực (530.000 N). Năm 1954, Lục quân yêu cầu Rocketdyne cung cấp một động cơ tương tự có lực đẩy 135.000 pound lực (600.000 N). Cũng trong giai đoạn này, các thiết kế đầu đạn hạt nhân đã thu nhỏ về kích thước và trọng lượng. Do vậy Lục quân có thể phát triển một tên lửa ICBM với động cơ mới cho phép mang theo đầu đạn nặng 2.000 pound (910 kg) tới mục tiêu cách xa 1.500 hải lý (2.800 km; 1.700 mi). Trong khi tên lửa vẫn sử dụng thiết kế một tầng đẩy duy nhất-đơn giản hơn nhiều so với ICBM hai tầng. Động cơ tên lửa sau đó vẫn được tiếp tục nâng cấp, đạt tới lực đẩy tối đa là 150.000 pound lực (670.000 N). Phiên bản động cơ cuối cùng được đặt tên theo công ty sản xuất Rocketdyne là S-3.

### Sự quan tâm của Hải quân

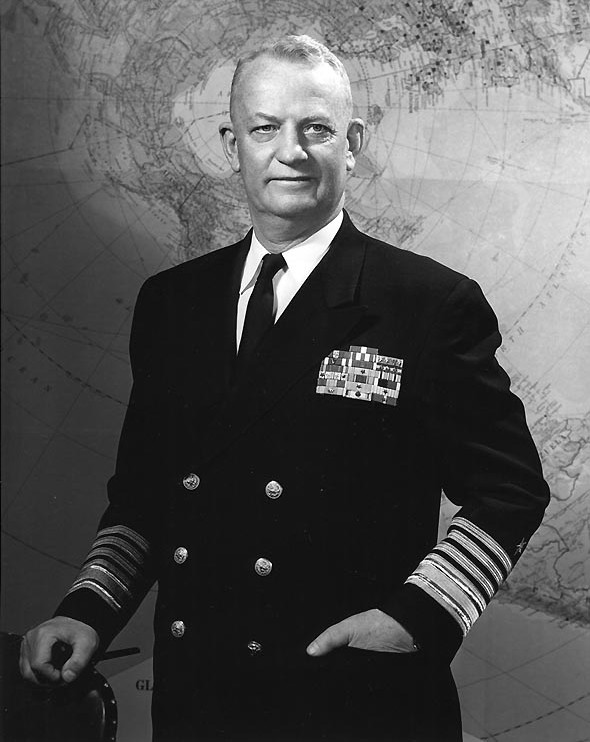
Đô đốc Arleigh Burke là người nhấn mạnh việc phát triển tên lửa SLBM.

Cũng trong khoảng thời gian này, Hải quân cũng cố gắng trang bị vũ khí hạt nhân trên các tàu của mình, điển hình là các tên lửa hành trình mang đầu đạn hạt nhân. Hải quân cũng cân nhắc việc phát triển tên lửa đạn đạo trang bị trên tàu ngầm, tuy nhiên Đô đốc Hyman Rickover, "cha đẻ" của lực lượng tàu ngầm hạt nhân Mỹ, không mặn mà với phương án này. Ông cho rằng nó sẽ làm ảnh hưởng đến khoản đầu tư cho các dự án phát triển khác của Hải quân. Trong số những người phản đối có Giám đốc tác chiến hải quân, Robert B. Carney.
Các sĩ quan cấp thấp hơn vẫn kiên trì theo đuổi việc phát triển tên lửa hạt nhân cho tàu ngầm, nhất là khi cả Lục quân và Không quân đều đang phát triển ICBM riêng của họ. Các sĩ quan này đã liên hệ với Ủy ban cố vấn Tổng thống Kilian để đánh giá về tính khả thi của việc này, và vào tháng 9 năm 1955, Ủy ban này đã ra một báo cáo trong đó họ ủng hộ về việc phát triển tên lửa đạn đạo phóng từ biển.
Mối quan tâm tới SLBM của Hải quân Hoa Kỳ càng tăng lên khi Đô đốc Arleigh Burke lên thay thế Carney tháng 8 năm 1955. Burke tin rằng Hải quân cần có loại tên lửa đạn đạo của riêng mình càng sớm càng tốt, ông đã tiếp cận Lục quân Mỹ, và thấy rằng tên lửa Jupiter đạt yêu cầu về tầm bắn của Hải quân Mỹ.

### Phát triển
Vấn đề là ai sẽ được giao trọng trách đi đầu trong phát triển tên lửa IRBM đã được trao cho Hội đồng tham mưu trưởng Liên quân (JCS), nhưng Hội đồng này không thể đưa ra được quyết định. Điều này khiến cho Bộ trưởng quốc phòng Charles Erwin Wilson phải đưa ra quyết định, theo đó vào ngày 8 tháng 11 năm 1955 đã phê duyệt cả hai chương trình. Không quân sẽ phát triển IRBM số 1, hoặc SM-75 (cho "tên lửa chiến lược"), Lục quân sẽ phát triển thiết kế của họ như IRBM số 2 hoặc SM-78. Hải quân sẽ phát triển các hệ thống phóng cho tên lửa SM-78 từ tàu nổi và sau đó là tàu ngầm.
Yêu cầu về bảo quản và hạ thủy trên tàu quyết định tới kích thước và hình dạng thiết kế của tên lửa Jupiter. Tên lửa nguyên bản có chiều dài 92 foot (28 m) và đường kính 95 inch (2.400 mm). Trong khi đó Hải quân yêu cầu tên lửa phải không được dài quá 50 foot (15 m). Nhóm thiết kế ABMA do đó đã tăng đường kính tên lửa lên thành 105 inch (2.700 mm). Điều này đã khiến không thể vận chuyển tên lửa bằng các máy bay chở hàng thời kỳ đó, giới hạn việc vận chuyển chỉ bằng đường biển và đường bộ. Tuy nhiên, nhóm thiết kế vẫn không thể giảm chiều dài của nó đủ để phù hợp với yêu cầu của Hải quân. Nhóm thiết kế đề xuất rằng Hải quân nên trang bị phiên bản dài 60 foot (18 m) trước và các phiên bản tên lửa kế tiếp sẽ có chiều dài giảm đi khi những cải tiến về động cơ được đưa vào thiết kế. Hải quân từ chối, và sau khi tham khảo phiên bản tên lửa dài 55 foot (17 m), cuối cùng Hải quân đồng ý lựa chọn phiên bản tên lửa dài 58 foot (18 m).
Ngày 2 tháng 12 năm 1955, người đứng đầu Lục quân và Hải quân Hoa Kỳ đã tuyên bố dự án phát triển chung nhằm phát triển tên lửa MRBM phiên bản phóng từ trên bộ và trên biển. Tháng 4 năm 1956, Lục quân Mỹ đặt tên cho tên lửa đạn đạo của họ là "Jupiter" còn Không quân đặt tên cho tên lửa của họ là "Thor".

### Độ chính xác và nhiệm vụ của tên lửa
PGM-11 Redstone cho độ chính xác vòng tròn là 300 mét (980 ft) tại tầm bắn tối đa, mà theo đó, kết hợp với đầu đạn hạt nhân cỡ lớn, sẽ cho phép tấn công các mục tiêu kiên cố và chiến lược như sân bay, cầu, trung tâm chỉ huy, cũng như các mục tiêu chiến thuật như đường tàu hỏa, các bãi tập kết quân sự. Điều này phù hợp với quan điểm của Quân đội về vũ khí hạt nhân, coi tên lửa như là một loại pháo tầm xa hơn cũng như có sức mạnh lớn hơn. Họ coi tên lửa đạn đạo tầm trung như Jupiter là một phần của trận chiến quy mô lớn ở châu Âu, trong đó cả hai bên sẽ sử dụng vũ khí hạt nhân trong một cuộc chiến hạn chế không bao gồm việc sử dụng vũ khí chiến lược trên các thành phố của nhau. Trong trường hợp đó, "nếu các cuộc chiến tranh được hạn chế, những vũ khí như vậy sẽ chỉ có khả năng tấn công các mục tiêu chiến thuật." Cách tiếp cận này nhận được sự ủng hộ của một số nhân vật có ảnh hưởng, đặc biệt là Henry Kissinger, và đây được coi là mục tiêu duy nhất của tên lửa Jupiter khi đưa vào trang bị.
Mục tiêu ban đầu của tên lửa tầm xa mới là đạt được độ chính xác tương đương với tên lửa Redstone tại tầm bắn xa hơn nhiều. Nghĩa là nếu tên lửa PGM-11 Redstone có thể đạt bán kính chính xác 300 m ở khoảng cách 60 dặm, thì tên lửa mới phải có sai số bán kính vào khoảng 7 kilômét (4,3 mi). Tên lửa được thiết kế bởi nhóm thiết kế ABMA, người đứng đầu là Fritz Mueller.
Quá trình thiết kế đã dẫn đến thiết kế một loại tên lửa có độ chính xác khoảng 0,5 dặm (0,80 km) ở tầm bắn tối đa, một sự chính xác tốt hơn nhiều so với tên lửa Redstone và chính xác hơn gấp bốn lần so với thiết kế INS tốt nhất đang được sử dụng bởi Không quân Mỹ.
Không quân Mỹ cố gắng chống lại sự phát triển tên lửa Jupiter của Lục quân. Họ lập luận rằng vũ khí hạt nhân không phải là sử dụng giống như một loại pháo tầm xa đơn thuần, và việc sử dụng chúng sẽ ngay lập tức gây ra phản ứng có thể châm ngòi một cuộc chiến tranh hạt nhân. Điều này đặc biệt đúng nếu Lục quân phóng một tên lửa tầm xa như Jupiter, có thể vươn tới các thành phố ở Liên Xô và không thể biết được ngay là tên lửa nhằm đến mục tiêu quân sự hay dân sự. Họ cho rằng bất cứ khi nào phóng tên lửa hạt nhân tầm xa như Jupiter, Liên Xô sẽ ngay lập tức có biện pháp đáp trả tương ứng, do đó, Lục quân không được phép phát triển vũ khí hạt nhân tầm xa.
Tuy nhiên, khi đội ngũ thiết kế của Von Braun đi hết từ thành công này đến thành công khác, trong khi tên lửa Atlas còn cần nhiều năm nữa trước khi có thể đưa vào trang bị, rõ ràng rằng, tên lửa Jupiter đã mang đến một mối đe dọa đối với tham vọng trở thành lực lượng răn đe hạt nhân chính của Không quân Mỹ. Điều này đã khiến cho họ bắt đầu khởi động chương trình tên lửa MRBM Thor, dù cho họ đã nhiều lần loại bỏ vai trò của tên lửa đạn đạo tầm trung trong quá khứ. Cuộc đối đầu trong chương trình tên lửa giữa Lục quân và Không quân Mỹ trở nên gay gắt dần trong suốt năm 1955 và 1956 cho đến khi thực tế mọi hệ thống tên lửa mà Lục quân phát triển đều bị chỉ trích trên các mặt báo.

### Hải quân rút khỏi chương trình Jupiter

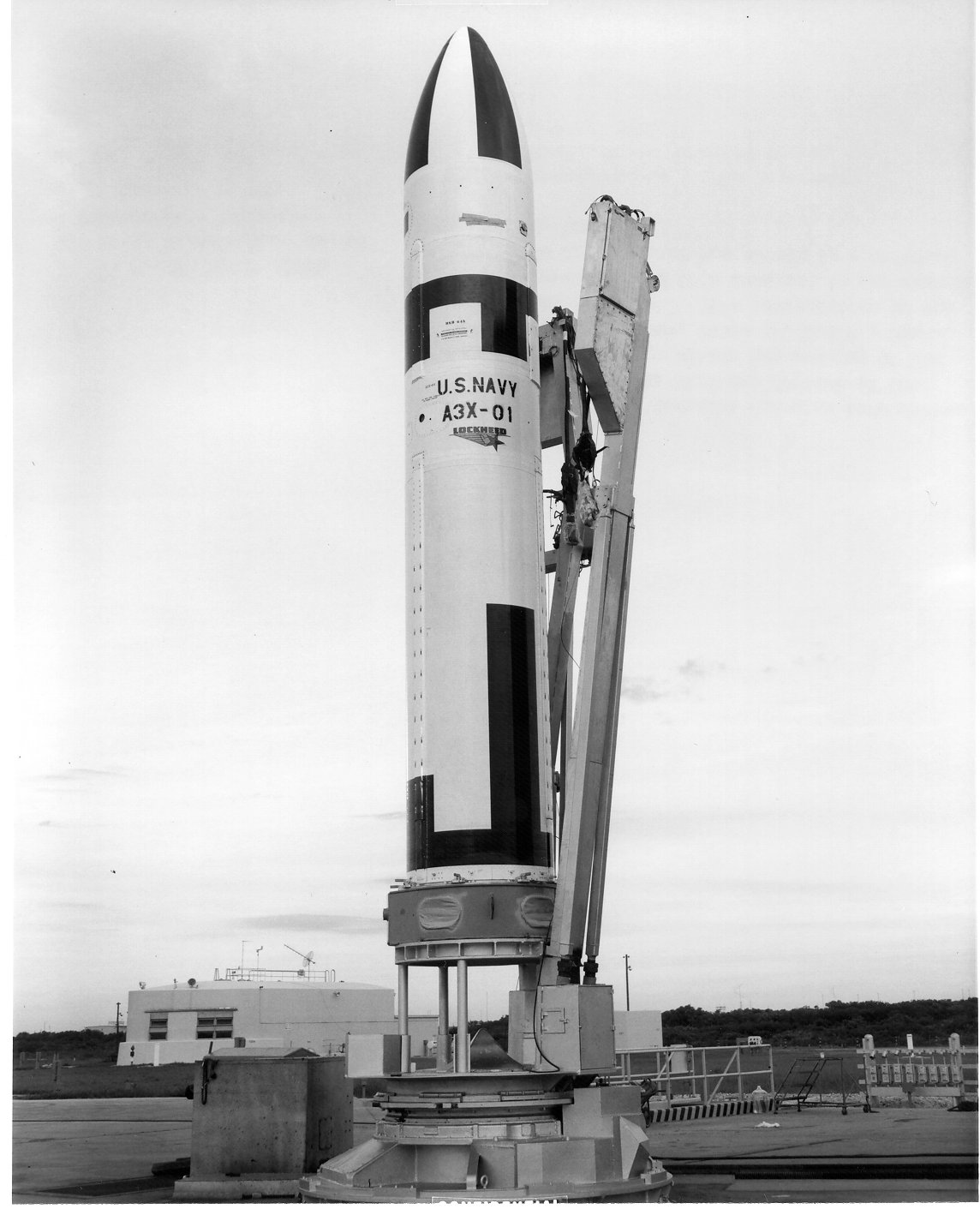
Tên lửa đạn đạo Polaris của Hải quân Mỹ có tầm bắn tương đương với Jupiter.

Khi bắt đầu dự án phát triển Jupiter, Hải quân Mỹ quan ngại về việc tên lửa Jupiter sử dụng nhiên liệu cryogenic độc hại và dễ bắt cháy, nhưng họ cũng không có phương án nào khác vào thời điểm đó. Với yêu cầu giới hạn về kích thước và trọng lượng tên lửa, chỉ có tên lửa sử dụng động cơ nhiên liệu lỏng mới đủ khả năng cung cấp đủ lực đẩy để đáp ứng yêu cầu về tầm bắn sao cho hạm đội Hải quân có thể bắn tên lửa từ khu vực biển an toàn ở Đại Tây Dương. Do đó Hải quân Mỹ phải chấp nhận rủi ro.
Tất cả những điều này đã thay đổi hoàn toàn vào mùa hè năm 1956, khi diễn ra dự án Nobska quy tụ các nhà khoa học hàng đầu để nghiên cứu về tác chiến chống ngầm. Trong buổi hội thảo, Edward Teller tuyên bố rằng đến năm 1963 một đầu đạn đương lượng nổ 1 megaton sẽ có thể được thu nhỏ lại chỉ nặng khoảng 600 pound (270 kg). Các chuyên gia tên lửa trong cùng buổi hội nghị đã gợi ý rằng, có thể chế tạo một loại tên lửa tầm trung nhiên liệu rắn có thể mang theo một đầu đạn hạt nhân kiểu này. Thậm chí trong trường hợp này, tên lửa cũng sẽ nhỏ hơn nhiều so với Jupiter; Jupiter được dự kiện có trọng lượng phóng khoảng 160.000 pound (73.000 kg), trong khi ước tính tên lửa nhiên liệu rắn có tầm bắn tương tự sẽ có trọng lượng gần 30.000 pound (14.000 kg). Cùng với đó là tên lửa mới cũng sẽ nhỏ hơn về kích thước, một yếu tố tối quan trọng trong thiết kế tàu ngầm.
Hải quân Mỹ tuyên bố họ sẽ phát triển tên lửa của riêng mình, ban đầu gọi là Jupiter-S. Sau các nghiên cứu chuyên sâu tiếp theo, Hải quân rút khỏi chương trình tên lửa Jupiter vào tháng 12 năm 1956. Lục quân cũng tiến hành thông báo về điều này vào tháng 1 năm 1957. Từ đó, Hải quân bắt đầu Chương trình tên lửa đạn đạo dành cho Hạm đội, tên lửa đạn đạo được Hải quân phát triển về sau này được đổi tên là Polaris, trở thành tên lửa đạn đạo phóng từ tàu ngầm đầu tiên của Hải quân Mỹ.

### Chương trình bị hủy bỏ rồi lại được hồi sinh

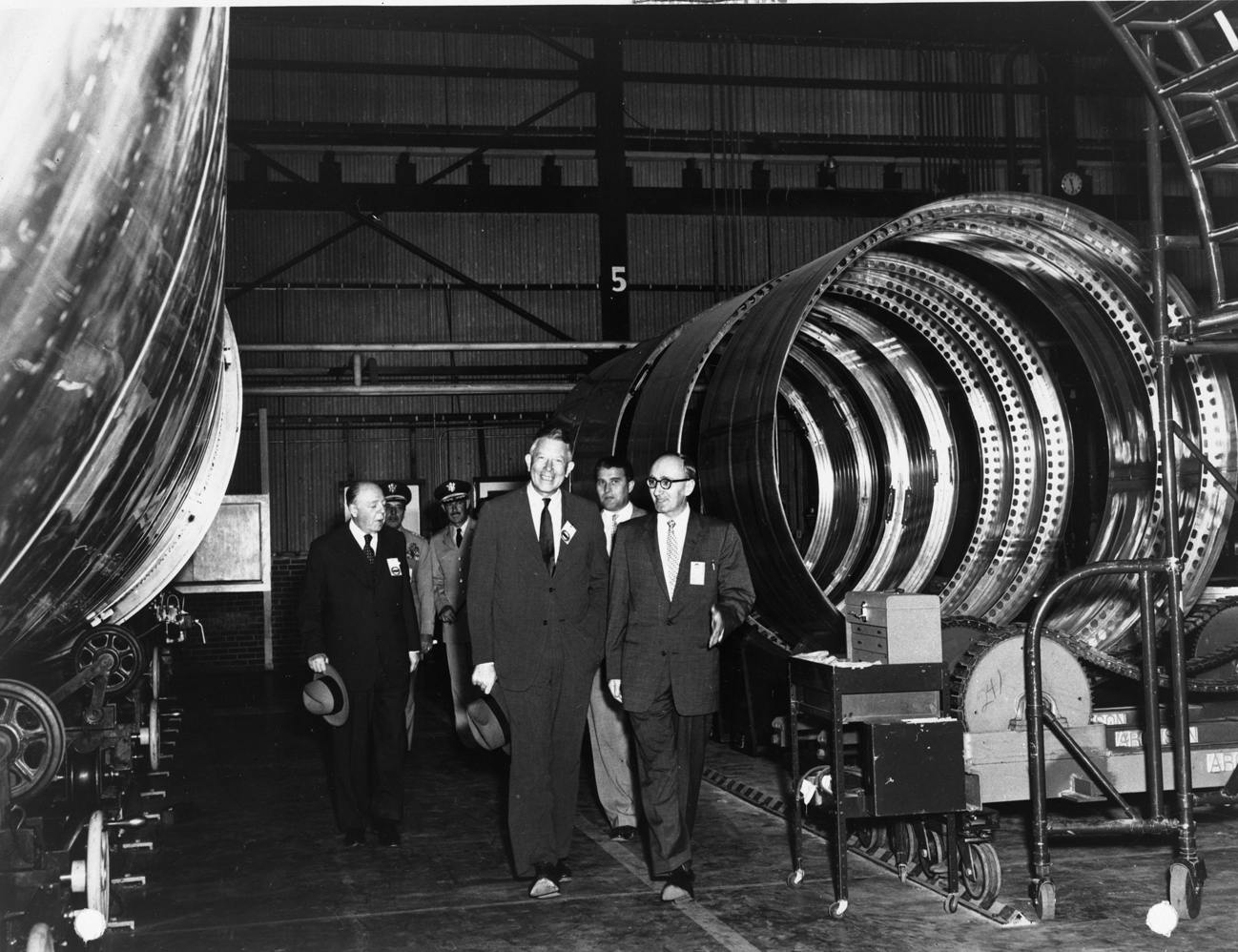
Bộ trưởng quốc phòng Neil McElroy thăm dây chuyền lắp ráp tên lửa Jupiter tại ABMA. ABMA tham gia chế tạo các mẫu thử nghiệm, trong khi Chrysler sẽ sản xuất các phiên bản của tên lửa.

Vào ngày mùng 4 tháng 10 năm 1957, Liên Xô phóng thành công tên lửa Sputnik I bằng tên lửa đẩy R-7 Semyorka. Chính phủ Mỹ đã nhận thức được thành công bước đầu của Liên Xô trong chinh phục không gian, trong buổi họp báo, chính phủ Mỹ cho rằng việc Liên Xô phóng vệ tinh trước không phải là một vấn đề gì lớn. Giới báo chí đã bị bất ngờ vì tuyên bố này và vụ việc trở thành chủ đề lớn trên các mặt báo. Sau hơn thập kỷ phát triển các tên lửa đẩy tương tự, như là tên lửa SM-65 Atlas, sự thật là Liên Xô đã vượt qua Mỹ trong việc chinh phục không gian đã giáng một đòn mạnh vào chương trình tên lửa của Mỹ, thúc đẩy nghiên cứu sâu hơn các chương trình tên lửa của mình.
Một vấn đề được người ta chú ý là việc Lục quân và Không quân Mỹ đều đang nỗ lực phát triển các tên lửa tương tự nhau, trùng lặp về mục đích, dẫn đến lãng phí các nguồn lực. Bộ quốc phòng giải quyết điều này bằng cách thành lập Cục nghiên cứu dự án cao cấp-The Department of Defense responded by creating the Advanced Research Projects Agency (ARPA), mà ban đầu sẽ tiến hành rà soát tất cả các dự án đang diễn ra, và lựa chọn các thiết kế tên lửa chỉ dựa theo đặc tính kỹ thuật của chúng.
Cùng lúc đó, cuộc đối đầu giữa Lục quân và Không quân Hoa Kỳ đã bắt đầu có tác động chính trị tiêu cực. Trong một bản ghi nhớ ngày 26 tháng 11 năm 1956, Bộ trưởng Quốc phòng Hoa Kỳ mới được bổ nhiệm Charles Erwin Wilson đã cố gắng giải quyết vấn đề này bằng cách hạn chế Lục quân chỉ được trang bị những vũ khí có tầm bắn dưới 200 dặm (320 km), và các hệ thống vũ khí phòng không có tầm bắn dưới 100 dặm (160 km). Bản ghi nhớ này cũng đặt ra giới hạn tài trọng máy bay trong các chiến dịch tác chiến đường không của Lục quân. Ở một mức độ nào đó, các vũ khí hiện có trong trang bị của Lục quân đều thỏa mãn giới hạn này, trừ tên lửa PGM-19 Jupiter. Lục quân đã phải chuyển giao cho Không quân quyền phát triển và sử dụng tên lửa này.
Tất nhiên, Không quân không quan tâm đến việc tiếp quản một hệ thống vũ khí mà họ cho rằng từ lâu là không cần thiết. Tuy nhiên, các nghiên cứu của ARPA rõ ràng cho thấy đây là một loại tên lửa đạn đạo tuyệt vời và tên lửa vẫn được tiếp tục sản xuất. Các đơn đặt hàng mới cho 32 mẫu thử nghiệm và 62 tên lửa đã được tiến hành, nâng tổng số tên lửa PGM-19 Jupiter lên 94. Chiếc đầu tiên, được chế tạo và lắp ráp tại ABMA, được giao vào cuối năm 57 và các mẫu sản xuất đầu tiên được sản xuất bởi Nhà máy lắp ráp tên lửa của Chrysler gần Warren, Michigan từ năm 58 đến năm 61.
Tên lửa Jupiter là một thiết kế tên lửa tốt, nhưng có tầm bắn nhỏ hơn tầm của các loại vũ khí tấn công của Liên Xô. Điều này khiến cho Lục quân Mỹ cố gắng phát triển phiên bản Jupiter phóng từ bệ phóng di động, nhằm khiến cho khó có thể tiến hành một cuộc tấn công phủ đầu mà không có sự trinh sát đường không.
Tuy nhiên vào tháng 11 năm 1958, Không quân Mỹ quyết định chỉ triển khai Jupiter từ căn cứ cố định. Để giảm thiểu nguy cơ bị tấn công từ tên lửa đối phương, hệ thống được nâng cấp khả năng phóng sao cho tên lửa có thể được phóng đi chỉ sau 15 phút kể từ khi có lệnh phóng.

## Thử nghiệm
Rocketdyne tiến hành thử nghiệm động cơ S-3 đầu tiên tại cơ sở thử nghiệm Santa Susana, California tháng 11 năm 1955. Mô hình thử nghiệm động cơ được đưa đến lắp ráp tại ABMA vào tháng 1 năm 1956, động cơ nguyên mẫu đầu tiên được chuyển đến vào tháng 7 năm 1956. Việc thử nghiệm những động cơ này được tiến hành vào tháng 9/1956 tại Bãi thử nghiệm của ABMA. Quá trình thử nghiệm đã cho thấy một số vấn đề dẫn đến việc đốt cháy không ổn định, làm cho bốn động cơ bị hỏng vào tháng 11.  Để tiếp tục thử nghiệm, động cơ tạm thời được giảm lực đẩy xuống còn 135,000 lbf và thử nghiệm diễn ra thành công ở mức lực đẩy này vào tháng 1 năm 1957. Công việc tiếp tục phát triển động cơ ở một số phiên bản phụ, cuối cùng đạt được lực đẩy thiết kế 150.000 lbf trong mẫu động cơ S-3D.
Động cơ 135.000 pound, cũng được sử dụng trong thử nghiệm Thor và Atlas đầu tiên, có buồng đẩy hình chuông. Không giống như ở tên lửa Thor và Atlas, vốn có hai véc nê động cơ để điều khiển lộn vòng, Jupiter có tua bin xả khớp các đăng. Các phiên bản ban đầu của Jupiter có hai động cơ tên lửa phản lực nhỏ được cấp ngồn từ miệng xả tua bin, ống xả khớp các đăng không được giới thiệu cho đến cuối năm 1958.

### Thử nghiệm tĩnh
Năm 1954, Giám đốc Phòng thí nghiệm thử nghiệm Karl Heimburg bắt đầu xây dựng bệ thử nghiệm tĩnh để thử nghiệm tên lửa Redstone. Bệ thử nghiệm vẫn đang được xây dựng khi nó được quyết định dùng cho việc thử nghiệm tên lửa Jupiter, bệ thử xây xong vào tháng 1 năm 1957. Tên lửa Jupiter được lắp đặt trên bệ thử nghiệm trong cùng tháng đó, và được tiến hành thử nghiệm lần đầu diễn ra vào ngày 12 tháng 2 năm 1957. Buổi thử nghiệm gần như đã kết thúc trong một thảm họa, khi xảy ra một vụ nổ nhỏ trong bơm Oxy lỏng, khi tên lửa đặt ở trên giá thử, LOX bị sôi lên và chuẩn bị phát nổ. Ngay lúc đó, Paul Kennedy, quản đốc, chạy đến chỗ đặt tên lửa và nối một đường dây áp suất tới để hút hết lượng oxy tích tụ trong bồn chứa. Điều tra cho thấy vụ việc là do chất bôi trơn được sử dụng trong máy bơm có xu hướng bốc cháy khi tiếp xúc với Oxy lỏng. Người ta đã thay thế bằng loại chất bôi trơn mới, cùng với một loạt các thay đổi đối với giá thử để duy trì khả năng kiểm soát nếu xảy ra những tình huống tương tự trong tương lai.

### Thử nghiệm bay
Thử nghiệm tên lửa Jupiter được tiến hành từ Mũi Canaveral, Florida.
Lần phóng thử đầu tiên của tên lửa Jupiter ký hiệu AM-1A (ABMA Missile 1A) diễn ra vào ngày 1 tháng 3 năm 1957 từ bệ phóng LC-5. Tên lửa được trang bị phiên bản động cơ có lực đẩy thấp hơn thiết kế và nó hoạt động tốt cho đến 50 giây sau, khi không thể tiến hành điều khiển tên lửa, dẫn đến tên lửa nổ tung vào giây T+73. Người ta cho rằng khí thải của động cơ phản lực cánh quạt bị hút bởi chân không ở khu vực phía sau tên lửa và bắt đầu bị bốc cháy ở phần đuôi. Nhiệt đốt cháy hệ thống dây điều khiển, vì vậy người ta đã bổ sung lớp cách nhiệt trên các lần thử nghiệm sau đó. Buổi phóng thử tiếp theo diễn ra vào ngày 26 tháng 4, diễn ra suôn sẻ cho đến thời điểm T+70, tên lửa bay không ổn định và nổ tung ở giây T+93. Nguyên nhân là do sự bay hơi của thuốc phóng do các thao tác lái tên lửa theo quỹ đạo bay. Giải pháp đưa ra là thử nghiệm một số loại vách ngăn ở khu vực trung tâm của tên lửa cho đến khi tìm ra một loại vách ngăn phù hợp cho cả Oxy lỏng và thùng nhiên liệu.
Thử nghiệm lần thứ ba, cũng được đánh số là AM-1, được nhanh chóng trang bị các vách ngăn và tiến hành phóng vào ngày 31 tháng 5, chỉ hơn một tháng sau thử nghiệm AM-1B, đã bay trọn vẹn 1.247 hải lý (2.309 km; 1.435 mi) tầm bay của nó. Tên lửa thử nghiệm lần này đã được trang bị động cơ S-3 nâng cấp có lực đẩy 139.000 pound lực (620.000 N). Tên lửa thử nghiệm AM-2 rời bệ phóng LC-26A ngày 28 tháng 8, và thành công trong việc tách thân tên lửa với khoang đầu đạn hồi quyển trước khi rơi xuống từ độ cao 1.460 hải lý (2.700 km; 1.680 mi). AM-3 phóng từ bệ LC-26B vào ngày 23 tháng 10, bao gồm tấm chắn nhiệt mài mòn và hệ thống định vị INS mới ST-90. Tên lửa bay theo đúng kế hoạch, đạt cự ly là 1.100 hải lý (2.000 km; 1.300 mi).
Tên lửa thử nghiệm AM-3A phóng ngày 26 tháng 11 và cuộc phóng diễn ra đúng như kết hoạch cho đến giây thứ T+101, động cơ đã bị ngắt đột ngột. Tên lửa bị vỡ vào thời điểm T+232. Vào ngày 18 tháng 12, AM-4 mất lực đẩy ở thời điểm T+117 giây và rơi xuống vùng biển cách 149 hải lý (276 km; 171 mi). Những thất bại này bắt nguồn từ việc thiết kế động cơ phản lực cánh quạt không phù hợp dẫn đến xảy ra một loạt lỗi trong các chương trình Jupiter, Thor và Atlas, tất cả các tên lửa này đều sử dụng một biến thể của cùng một động cơ Rocketdyne. Việc thử nghiệm sau đó bị tạm dừng trong năm tháng trong khi Rocketdyne sửa lỗi động cơ tên lửa. Bất chấp những thất bại này, PGM-19 Jupiter vẫn được đưa vào trang bị vào ngày 15 tháng 1 năm 1958.
Rocketdyne đã tiến hành nâng cấp động cơ để đạt lực đẩy 150,000 lbf, động cơ mới đã được trang bị trên chuyến bay thử của tên lửa AM-5 ngày 18 tháng 5 năm 1958 từ bệ phóng LC-26B, đạt được tầm bay như dự tính là 1.247 hải lý (2.309 km; 1.435 mi). AM-5 cũng mang một khoang hồi quyển dạng côn, khoang này tách khỏi thân tên lửa và lộn ngược đầu đạn lên, và tách đầu đạn. Phần đầu đạn được trang bị dù và được Hải quân thu hồi tại điểm cách điểm rơi dự kiến 28 hải lý (52 km; 32 mi).
Tên lửa thử nghiệm AM-6B có sử dụng thiết kế nón côn và hệ thống định vị INS ST-90, phóng ngày 17 tháng 7 năm 1958. Lần này điểm rơi của đầu đạn chỉ cách điểm dự kiến 1,5 hải lý (2,8 km; 1,7 mi). Đầu đạn đã được tách ra ở độ cao 1.241 hải lý (2.298 km; 1.428 mi). Tên lửa thử nghiệm AM-7 thử nghiệm động cơ tên lửa nhiên liệu rắn mới thay cho nhiên liệu Hydro Peroxide bay được 1.207 hải lý (2.235 km; 1.389 mi) diễn ra vào ngày 27 tháng 8. Tên lửa thử nghiệm AM-9 phóng ngày 10 tháng 10, là lần đầu tiên tên lửa Jupiter mang theo một hệ thống điều khiển cuộn tuốc bin xả với đầy đủ chức năng. Tên lửa đã thất bại trong thử nghiệm và được kích hoạt tự hủy vào thời điểm T+49.
Từ đó trở đi, chỉ có một lần phóng thử nghiệm tên lửa Jupiter gặp thất bại, là tên lửa thử nghiệm AM-23 diễn ra vào ngày 15 tháng 9 năm 1959, lỗi do việc rò rỉ ở bình khí ni tơ dẫn đến giảm áp suất của bình chứa nhiên liệu RP-1 và ngay lập tức mất điều khiển sau khi cất cánh. Tên lửa chao đảo từ bên này sang bên kia và bể chứa RP-1 bắt đầu vỡ ra bắt đầu từ T+7 giây. Tên lửa bị lật ngược và nổ tung ở giây thứ T+13, ngay trước khi Nhân viên An toàn có thể bắn kích hoạt tự hủy tên lửa. Các mảnh vỡ bay đã va vào và làm hỏng một tên lửa Juno II mang theo khoang sinh học ở mũi hình nón chứa chuột và các mẫu vật khác trên bệ phóng LC-5 liền kề.
Trong những năm đầu thập niên 1950, đã có nhiều cuộc phóng thử tên lửa với mục đích huấn luyện diễn ra ở các quốc gia khác, lần phóng cuối cùng là của Không quân Italy, ký hiệu CM-106, diễn ra vào ngày 23 tháng 1 năm 1963.

### Các chuyến bay mang theo sinh vật

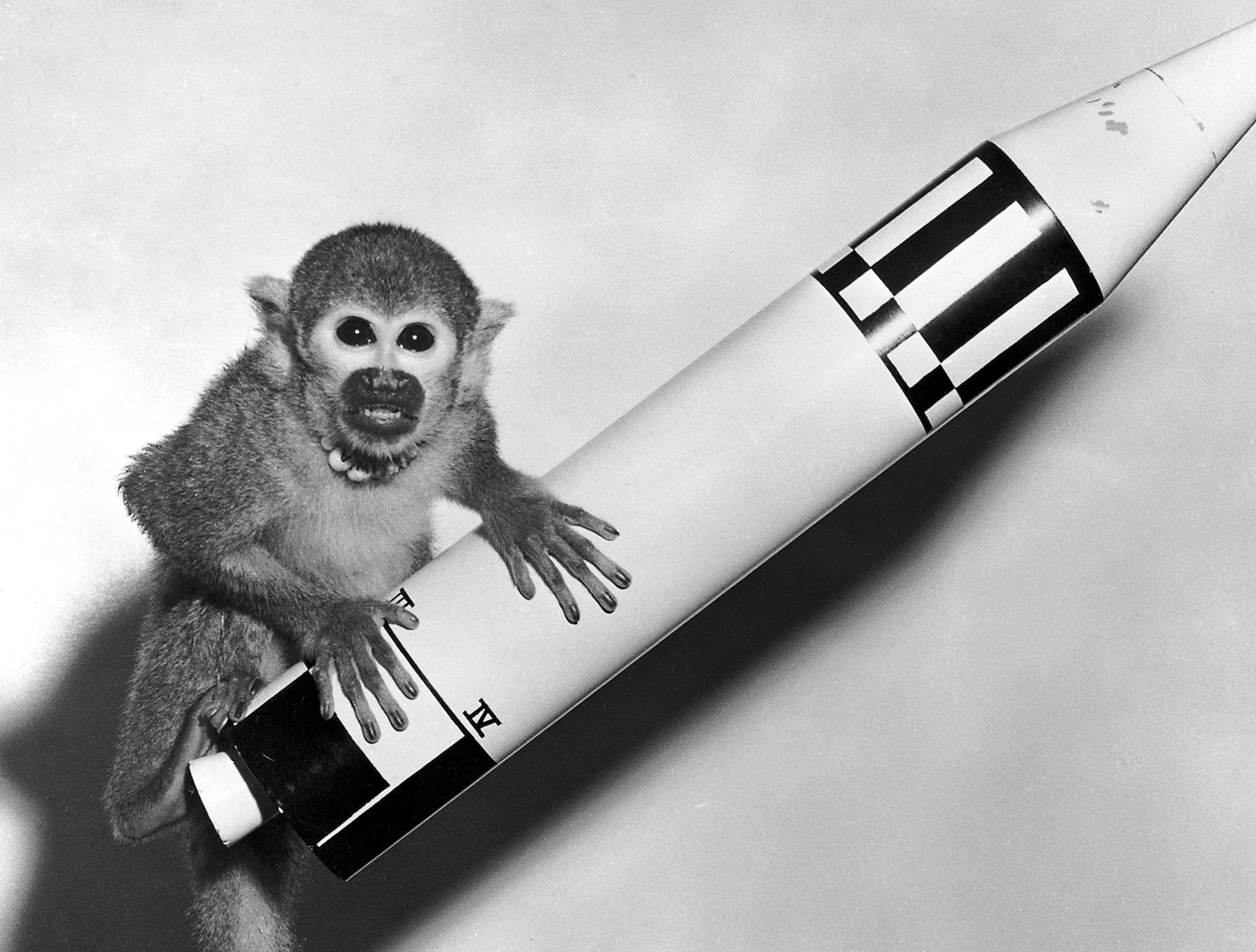
Chú khỉ sóc Miss Baker bên cạnh mô hình tên lửa Jupiter mà sẽ đưa nó lên quỹ đạo trong chuyến bay năm 1959

Tên lửa Jupiter đã được sử dụng trong các chuyến bay lên quỹ đạo mang theo khỉ. Ngày 13 tháng 12 năm 1958, Jupiter AM-13 phóng từ Mũi Canaveral, Florida mang theo chú khỉ mang tên Gordo trên khoang. Khoang hình nón với dù hãm đã không được mở ra, và dẫn đến cái chết của Gordo. Các dữ liệu thu được đã cho thấy khỉ Gordo đã có thể sống sót khi chịu gia tốc 10 g (100 m/s²) khi tên lửa được phóng, tám phút không trọng lượng và gia tốc tới 40 g (390 m/s²) khi hồi quyển ở tốc độ 10,000 mph (4.5 km/s). Khoang hồi quyển đã chìm ở vị trí cách mũi Canaveral 1.302 hải lý (2.411 km) và không được thu hồi.
Lần bay tiếp theo mang theo sinh vật diễn ra vào ngày 28 tháng 5 năm 1959. Trên khoang tên lửa Jupiter AM-18 là một chú khỉ nặng 3,2 kg tên Able, và chú khỉ Baker nặng 310g. Những con khỉ được mang lên đến độ cao 300 dặm (480 km) ở cách mũi Canaveral 1.500 dặm (2.400 km). Chúng chịu được gia tốc 38 g và trải qua khoảng chín phút không trọng lượng.
Sau khi hạ cánh xuống mặt nước, khoang hình côn chứa hai chú khỉ Able và Baker đã được thu hồi bởi tàu USS Kiowa (ATF-72). Cả hai đều ở trong tình trạng tốt. Able đã chết 4 ngày sau do sốc phản vệ với thuốc gây mê trong khi mổ lấy điện cực gắn trong cơ thể. Baker tiếp tục sống nhiều năm sau đó, và cuối cùng chết vào ngày 29/11/1984 vì sỏi thận tại Trung tâm nghiên cứu tên lửa và không gian, Huntsville, Alabama.

## Triển khai

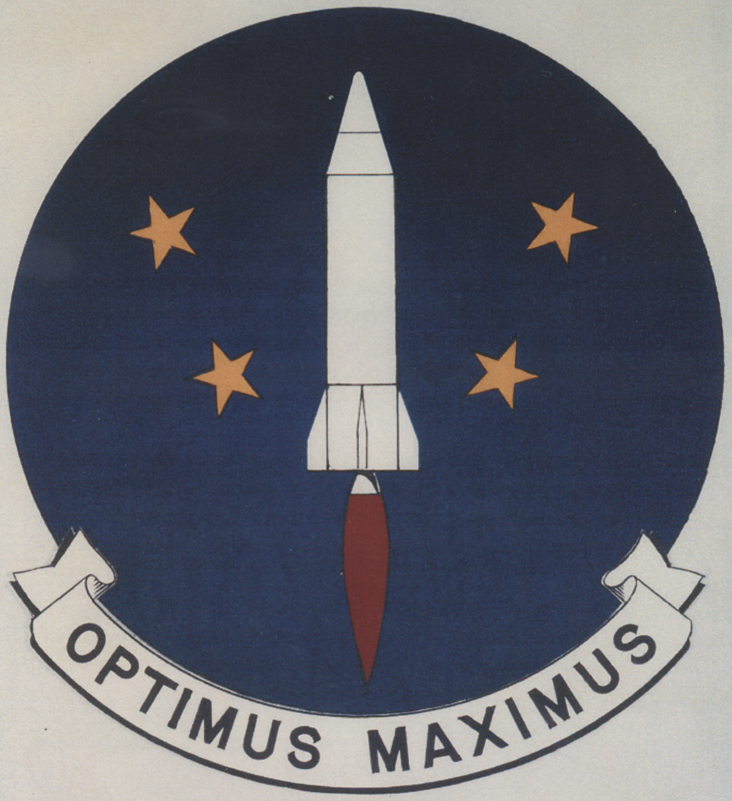
Phù hiệu của phi đội tên lửa 864 SMS

Tháng 4 năm 1958, dưới sự chỉ đạo của Tổng thống Dwight D. Eisenhower, Bộ quốc phòng Hoa Kỳ đã thông báo lực lượng Không quân Mỹ triển khai ba phi đội tên lửa Jupiter đầu tiên (45 tên lửa) tại Pháp. Tuy nhiên, vào tháng 6 năm 1958, tân Tổng thống Pháp Charles de Gaulle đã từ chối việc cho phép đặt bất kỳ tên lửa Jupiter nào ở Pháp. Điều này đã khiến Mỹ phải tính đến khả năng triển khai tên lửa ở Ý và Thổ Nhĩ Kỳ. 20 phi đội tên lửa thuộc Không quân Hoàng gia Anh, mỗi phi đội có ba tên lửa PGM-17 Thor triển khai tại Anh và các căn cứ không quân trải dài từ Yorkshire đến Đông Anglia.
Năm 1958, Không quân Mỹ đã triển khai Đơn vị tên lửa chiến thuật số 864 tại ABMA. Mặc dù Không quân Mỹ dự định huấn luyện các đơn vị vận hành tên lửa Jupiter tại căn cứ không quân Vandenberg, California, nhưng sau đó việc huấn luyện được chuyển đến Huntsville. Vào tháng 6 và tháng 9 cùng năm, Lực lượng Không quân đã triển khai thêm hai phi đội nữa, phi đội 865 và 866.
Vào tháng 4 năm 1959, Bộ trưởng Không quân đã ban hành chỉ thị thực hiện cho Không quân Hoa Kỳ để triển khai hai phi đội Jupiter đến Ý. Hai phi đội với tổng cộng là 30 tên lửa đã được triển khai tại 10 căn cứ trên đất Ý từ năm 1961 đến năm 1963. Chúng được vận hành bởi Không quân Italy, nhưng các nhân sự của Không quân Mỹ mới là người được phép vận hành các đầu đạn hạt nhân. Tên lửa được triển khai dưới quyền chỉ huy của Sư đoàn không quân số 36 của Ý (36ª Aerobrigata Interdizione Strategica) tại căn cứ không quân Gioia del Colle.
Tháng 10 năm 1959, thỏa thuận đặt tên lửa Jupiter tại Thổ Nhĩ Kỳ đã được hoàn tất. Mỹ và Thổ Nhĩ Kỳ đã ký kết thỏa thuận triển khai một phi đội Jupiter ở sườn phía nam của NATO. Một phi đội với tổng cộng 15 tên lửa đã được triển khai tại 5 địa điểm gần İzmir, Thổ Nhĩ Kỳ từ năm 1961 đến 1963, do các nhân viên của Không quân Hoa Kỳ vận hành. Lần chuyển giao đầu tiên gồm 3 tên lửa đã được diễn ra tại căn cứ không quân Türk Hava Kuvvetleri cuối tháng 10 năm 1962, nhưng đầu đạn hạt nhân vẫn do nhân sự Không quân Hoa Kỳ kiểm soát.
Vào thời điểm khi tên lửa Jupiter được đặt tại Thổ Nhĩ Kỳ, các tên lửa này đã lỗi thời và dễ dàng bị Liên Xô bắn hạ. Tên lửa Jupiter đã được rút khỏi Thổ Nhĩ Kỳ như một dấu hiệu nhằm hạ nhiệt sau khi Liên Xô cũng đã rút tên lửa khỏi Cuba sau Khủng hoảng tên lửa Cuba

### Các căn cứ tên lửa Jupiter

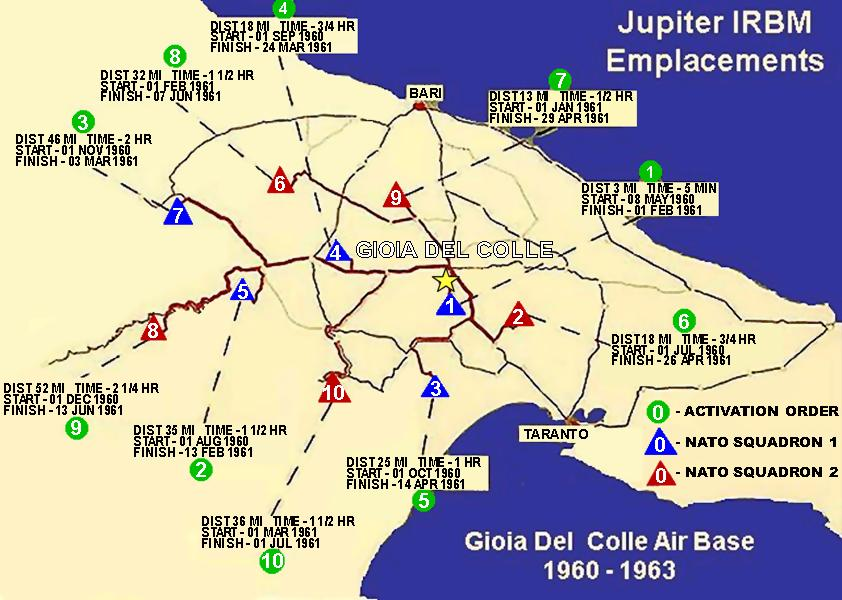
Vị trí triển khai của tên lửa Jupiter tại Italy từ năm 1961 đến năm 1963

Mỹ
Redstone Arsenal, Huntsville, Alabama 34°37′58,11″B 86°39′56,4″T / 34,61667°B 86,65°T
Bãi thử nghiệm tên lửa White Sand, New Mexico 32°52′47,45″B 106°20′43,64″T / 32,86667°B 106,33333°T
Ý
Sở chỉ huy: căn cứ không quân Gioia del Colle, các bãi phóng (được xây dựng theo hình tam giác) nằm gần Acquaviva delle Fonti, Altamura (hai bãi phóng), Gioia del Colle, Gravina in Puglia, Laterza, Mottola, Spinazzola, Irsina và Matera.
Bãi phóng huấn luyện 40°47′6,74″B 16°55′33,5″Đ / 40,78333°B 16,91667°Đ
Phi đội 1
Site 1 40°44′24,59″B 16°55′58,83″Đ / 40,73333°B 16,91667°Đ
Site 3 40°35′42″B 16°51′33″Đ / 40,595°B 16,85917°Đ
Site 4 40°48′47,05″B 16°22′53,08″Đ / 40,8°B 16,36667°Đ
Site 5 40°45′32,75″B 16°22′53,08″Đ / 40,75°B 16,36667°Đ
Site 7 40°57′43,98″B 16°10′54,66″Đ / 40,95°B 16,16667°Đ
Phi đội 2
Site 2 40°40′42″B 17°6′12,03″Đ / 40,67833°B 17,1°Đ
Site 6 40°58′6,1″B 16°30′22,73″Đ / 40,96667°B 16,5°Đ
Site 8 40°42′14,98″B 16°8′28,42″Đ / 40,7°B 16,13333°Đ
Site 9 40°55′23,4″B 16°48′28,54″Đ / 40,91667°B 16,8°Đ
Site 10 40°34′59,77″B 16°35′43,26″Đ / 40,56667°B 16,58333°Đ
Thổ Nhĩ Kỳ
Sở chỉ huy: Căn cứ không quân Izmir
Bệ phóng huấn luyện 38°31′17,32″B 27°1′3,89″Đ / 38,51667°B 27,01667°Đ
Site 1 38°42′26,68″B 26°53′4,13″Đ / 38,7°B 26,88333°Đ
Site 2 38°42′23,76″B 27°53′57,66″Đ / 38,7°B 27,88333°Đ
Site 3 38°50′37,66″B 27°02′55,58″Đ / 38,83333°B 27,03333°Đ
Site 4 38°44′15,13″B 27°24′51,46″Đ / 38,73333°B 27,4°Đ
Site 5 38°47′30,73″B 27°42′28,94″Đ / 38,78333°B 27,7°Đ

## Mô tả

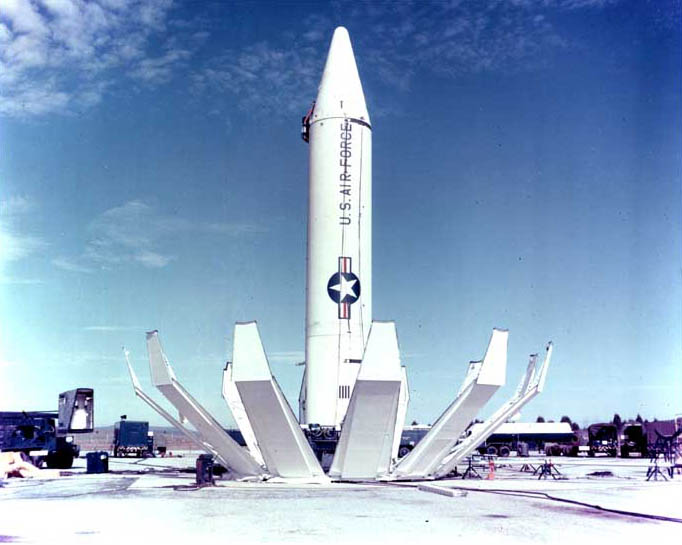
Jupiter với lớp vỏ "cánh hoa" đang mở.

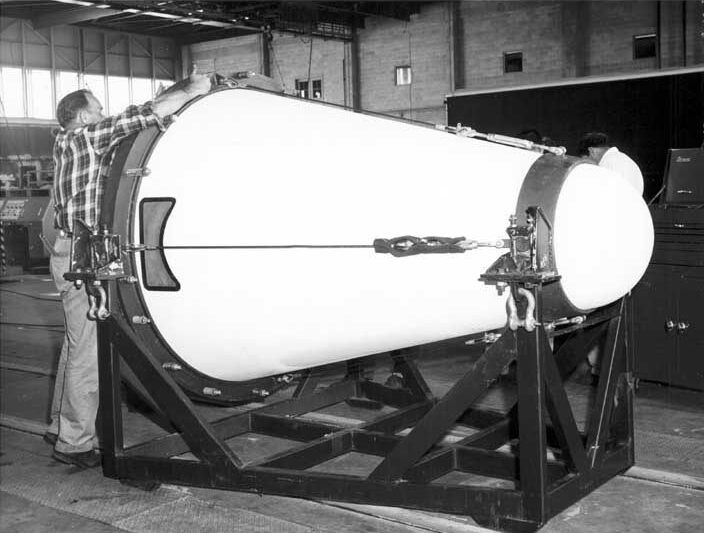
Jupiter được thiết kế trong thời điểm mà vũ khí hạt nhân vẫn còn rất lớn và nặng nề. Ảnh chụp khoang đầu đạn hồi quyển vào thập niên 1950.

Các phi đội tên lửa Jupiter bao gồm 15 tên lửa và khoảng 500 nhân viên quân sự vận hành cùng với năm ụ phóng, mỗi ụ phóng 3 tên lửa một, thực hiện bởi 5 sĩ quan và 10 NCO. Để giảm thiểu rủi ro, phạm vi an toàn xung quanh bãi phóng là khoảng 30 dặm, với các ụ phóng ba nằm cách nhau vài trăm dặm.
Các thiết bị đảm bảo mặt đất được đặt trên khoảng 20 xe thiết giáp, bao gồm hai xe tải phát điện, một xe phân phối điện, một xe kinh vĩ tầm gần và tầm xa, một xe thủy lực và khí nén và một xe oxy lỏng. Một xe khác mang được 6000 gallon nhiêu liệu và ba xe oxy lỏng mang được 4.000 galông Mỹ (15.000 l; 3.300 gal Anh).
Tên lửa được đưa đến vị trí triển khai bằng xe kéo cỡ lớn, trong khi vẫn còn đang trên xe kéo, tổ vận hành sẽ gắn bệ phóng có bản lề vào bệ tên lửa đã được kéo lên vị trí thẳng đứng bằng tời. Khi tên lửa đã ở vị trí thẳng đứng, các đường dẫn nhiên liệu và chất oxy hóa được nối với nhau và một phần ba dưới cùng của tên lửa được bọc trong một "khoang bảo vệ hình cánh hoa", bao gồm các tấm kim loại hình nêm, cho phép các thành viên vận hành bảo trì tên lửa trong mọi điều kiện thời tiết. Tên lửa cần 15 phút chuẩn bị trước khi có thể phóng. Trình tự bao gồm nạp đầy các bể chứa nhiên liệu và chất oxy hóa với 68.000 lb (31.000 kg) LOX và 30.000 lb (14.000 kg) RP-1, trong khi hệ thống dẫn đường đã được căn chỉnh và lập trình các thông tin về mục tiêu. Khi các bể nhiên liệu đã được nạp đầy, sĩ quan phụ trách bãi phóng cùng với hai thành viên điều khiển bệ phóng di động có thể phóng tên lửa.
Mỗi phi đội được hỗ trợ bởi một khu vực tiếp nhận, kiểm tra và bảo trì (RIM). Đội ngũ bảo trì kiểm tra các tên lửa mới và bảo dưỡng, sửa chữa cho các tên lửa đặt tại bệ phóng. Mỗi khu vực bảo dưỡng có 25 tấn oxy lỏng và các nhà máy tạo nitơ. Vài lần mỗi tuần, các xe chứa nhiên liệu sẽ vận chuyển nhiên liệu từ nhà máy đến bãi phóng tên lửa.

## Đặc tính kỹ thuật
- Dài: 60 ft (18,3 m)
- Đường kính: 8 ft 9 in (2,67 m)
- Tổng trọng lượng nhiên liệu: 108,804 lb (49,353 kg)
- Trọng lượng rỗng: 13,715 lb (6,221 kg)
- Trọng lượng Oxy (LOX): 68,760 lb (31,189 kg)
- Trọng lượng RP-1 (dầu hỏa): 30.415 lb (13.796 kg)
- Lực đẩy: 150.000 lbf (667 kN)
- Động cơ: Rocketdyne LR79-NA (Mẫu S-3D)
- ISP: 247,5 giây (2,43 kNs/kg)
- Thời gian cháy: 2 phút 37 giây
- Tốc độ tiêu thụ thuốc phóng: 627,7 lb/s (284,7 kg/s)
- Phạm vi: 1.500 mi (2.400 km)
- Thời gian bay: 16 phút 56,9 giây
- Vận tốc ngắt: 8.984 mph (14.458 km / h) - Mach 13,04
- Vận tốc hành trình: 10.645 mph (17.131 km / h) - Mach 15,45
- Gia tốc: 13,69 g (134 m / s²)
- Giảm tốc tối đa: 44,0 g (431 m / s²)
- Độ cao bay tối đa: 390 mi (630 km)
- CEP 4.925 ft (1.500 m)
- Đầu đạn: Đầu đạn nhiệt hạch W49 - 1,650 lb (750 kg) đương lượng nổ 1,45 Mt
- Dẫn đường: Quán tính

## Tên lửa đẩy vệ tinh

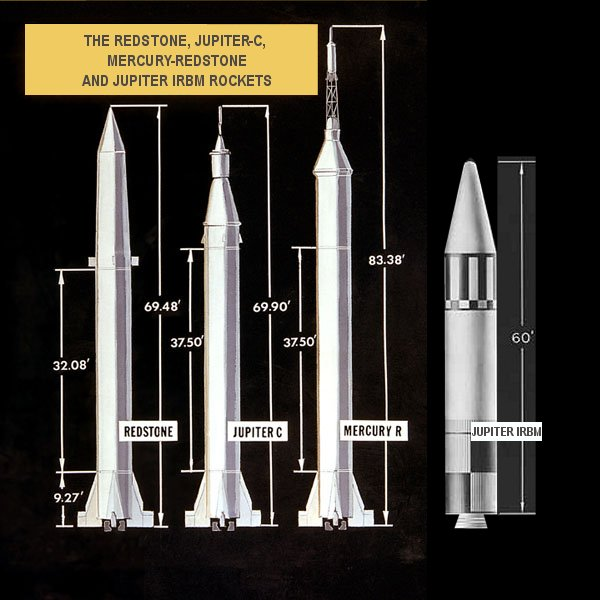
Hình minh họa cho thấy sự khác biệt giữa Redstone, Jupiter-C, Mercury-Redstone và Jupiter IRBM.

Tên lửa Saturn I và Saturn IB được chế tạo với việc sử dụng thân chứa nhiên liệu của Jupiter, kết hợp với tám bồn chứa nhiên liệu rắn của tên lửa Redstone gắn xung quanh nó, tạo thành tầng đầu tiên của tên lửa đẩy phóng vệ tinh.
Tên lửa Jupiter cũng được sửa đổi bằng việc bổ sung tầng tên lửa bên trên, giống như tên lửa MGM-29 Sergeant, để tạo thành tên lửa đẩy mới mang tên Juno II, (tránh nhầm lẫn với Juno I, vốn được phát triển từ tên lửa Redstone-Jupiter-C). Cũng có một số nhầm lẫn với một tên lửa khác của Lục quân Hoa Kỳ có tên là Jupiter-C, là tên lửa Redstone được sửa đổi bằng cách kéo dài các thùng nhiên liệu và thêm các tầng động cơ nhiên liệu rắn phía trên.

### Đặc tính kỹ thuật tên lửa đẩy Juno II

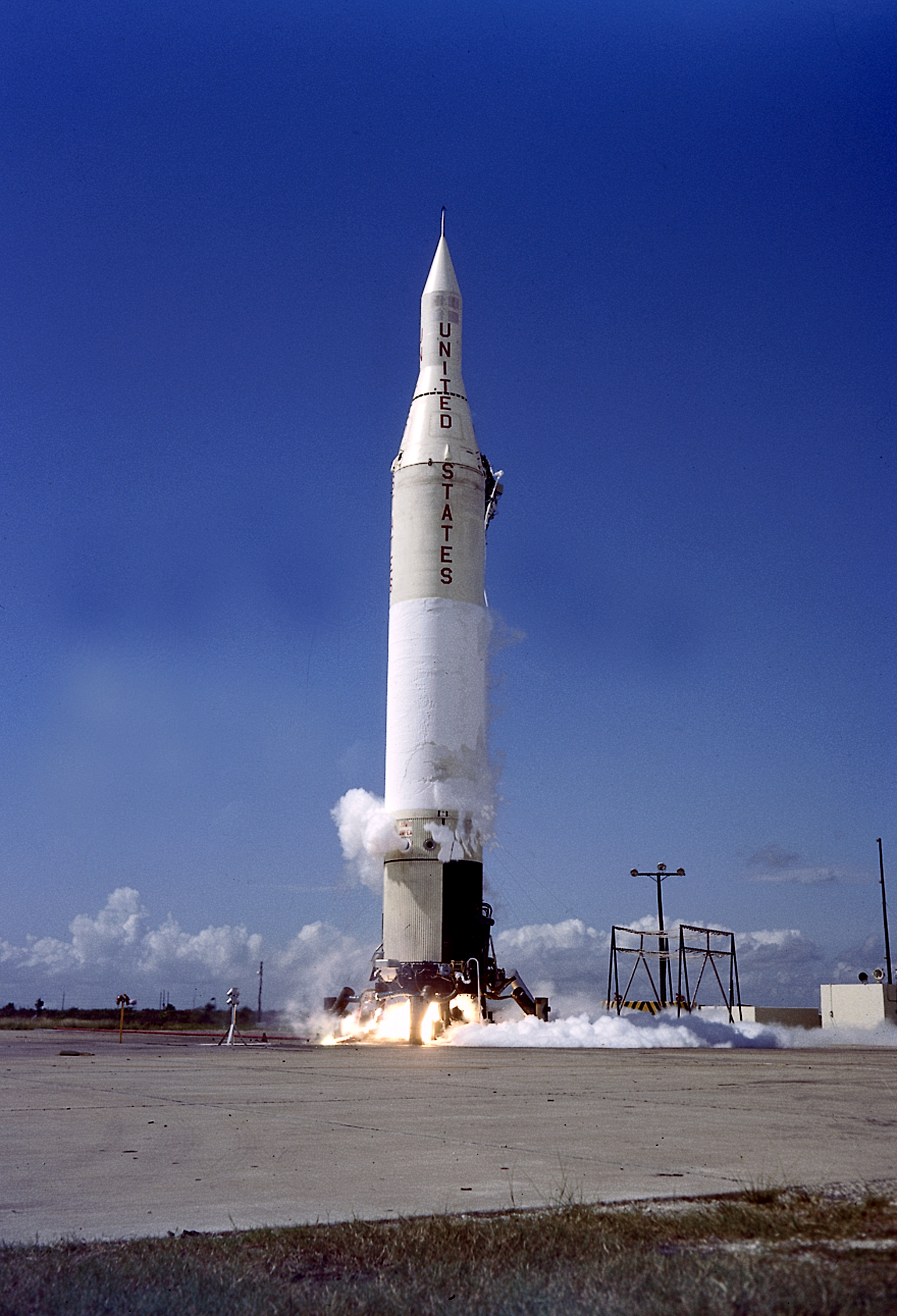
Juno II triển khai từ bệ phóng di động của Jupiter

Juno II là một tên lửa bốn tầng dựa trên thiết kế tên lửa Jupiter IRBM. Nó đã được sử dụng để đưa lên quỹ đạo 10 vệ tinh, trong đó 6 lần phóng vệ tinh đã thất bại. Nó đưa lên quỹ đạo các vệ tinh Pioneer 3 (thành công một phần), Pioneer 4, Explorer 7, Explorer 8, và Explorer 11.
- Tổng chiều dài Juno II: 24,0 m.
- Tải trọng mang lên độ cao 200 km trên quỹ đạo: 41 kg.
- Tải trọng vận tốc thoát: 6 kg.
- Lần phóng đầu tiên: 6 tháng 12 năm 1958.
- Lần phóng cuối cùng: 24 tháng 5 năm 1961.

| Tham số         | Tầng 1                      | Tầng 2                      | Tầng 3                      | Tầng 4                      |
| --------------- | --------------------------- | --------------------------- | --------------------------- | --------------------------- |
| Tổng khối lượng | 54.431 kg                   | 462 kg                      | 126 kg                      | 42 kg                       |
| Khối lượng rỗng | 5,443 kg                    | 231 kg                      | 63 kg                       | 21 kg                       |
| Lực đẩy         | 667 kN                      | 73 kN                       | 20 kN                       | 7 kN                        |
| Isp             | 248 giây (2,43 kN · s / kg) | 214 giây (2,10 kN · s / kg) | 214 giây (2,10 kN · s / kg) | 214 giây (2,10 kN · s / kg) |
| Thời gian đốt   | 182 giây                    | 6 giây                      | 6 giây                      | 6 giây                      |
| Chiều dài       | 18,28 m                     | 1,0 m                       | 1,0 m                       | 1,0 m                       |
| Đường kính      | 2,67 m                      | 1,0 m                       | 0,50 m                      | 0,30 m                      |
| Động cơ:        | Rocketdyne S-3D             | Mười một trung sĩ           | Ba trung sĩ                 | Một trung sĩ                |
| Nhiên liệu      | LOX / RP-1                  | Nhiên liệu rắn              | Nhiên liệu rắn              | Nhiên liệu rắn              |

## Các nước sử dụng
Hoa KỳUnited States Air Force
- Phi đội tên lửa chiến lược 864
- Phi đội tên lửa chiến lược 865
- Phi đội tên lửa chiến lược 866

 Italy

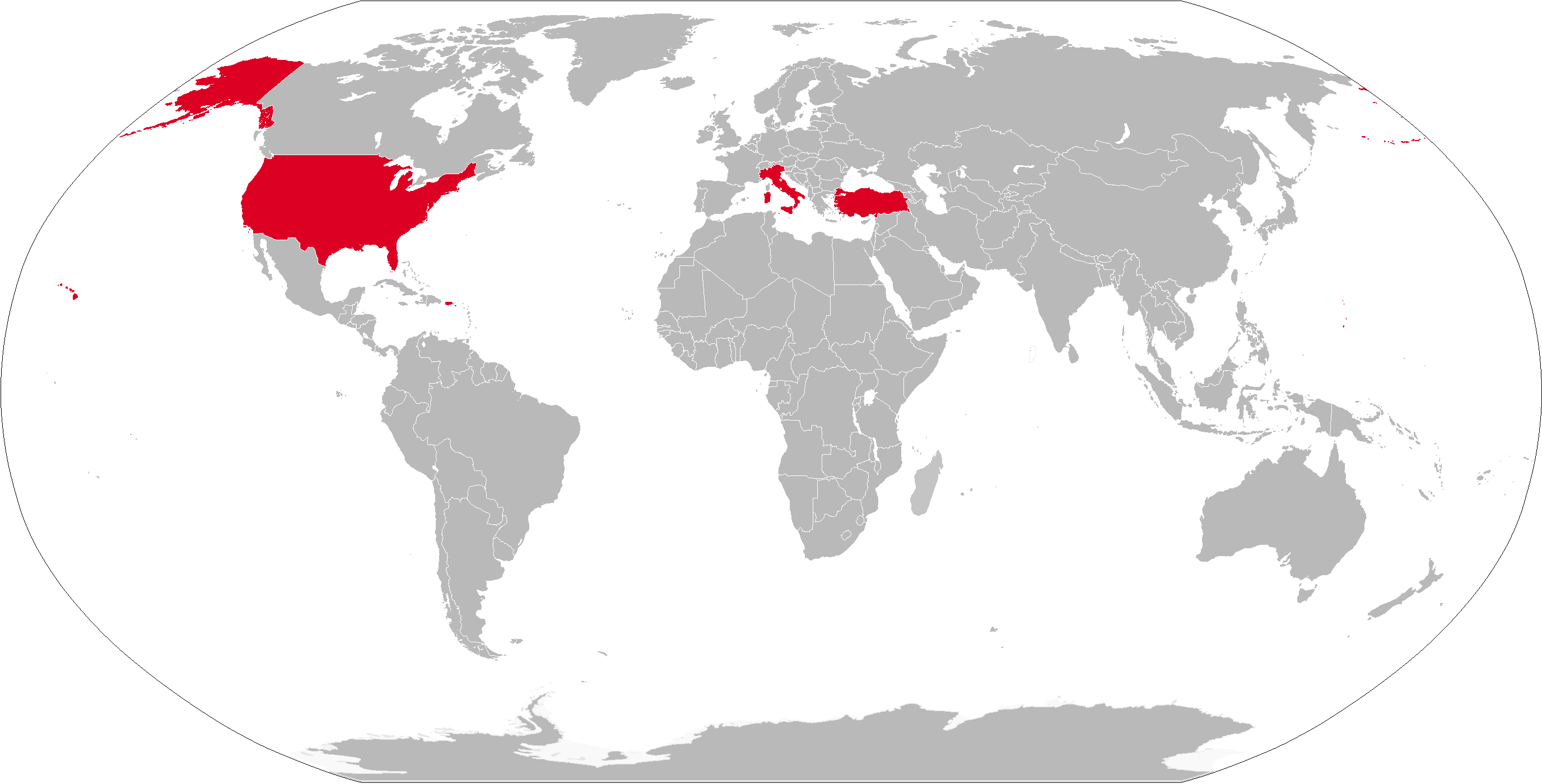
Map with former PGM-19 operators in red

- Sư đoàn không quân chiến lược số 36

 TurkeyTürk Hava Kuvvetleri (Không quân Thổ Nhĩ Kỳ)

## Surviving examples

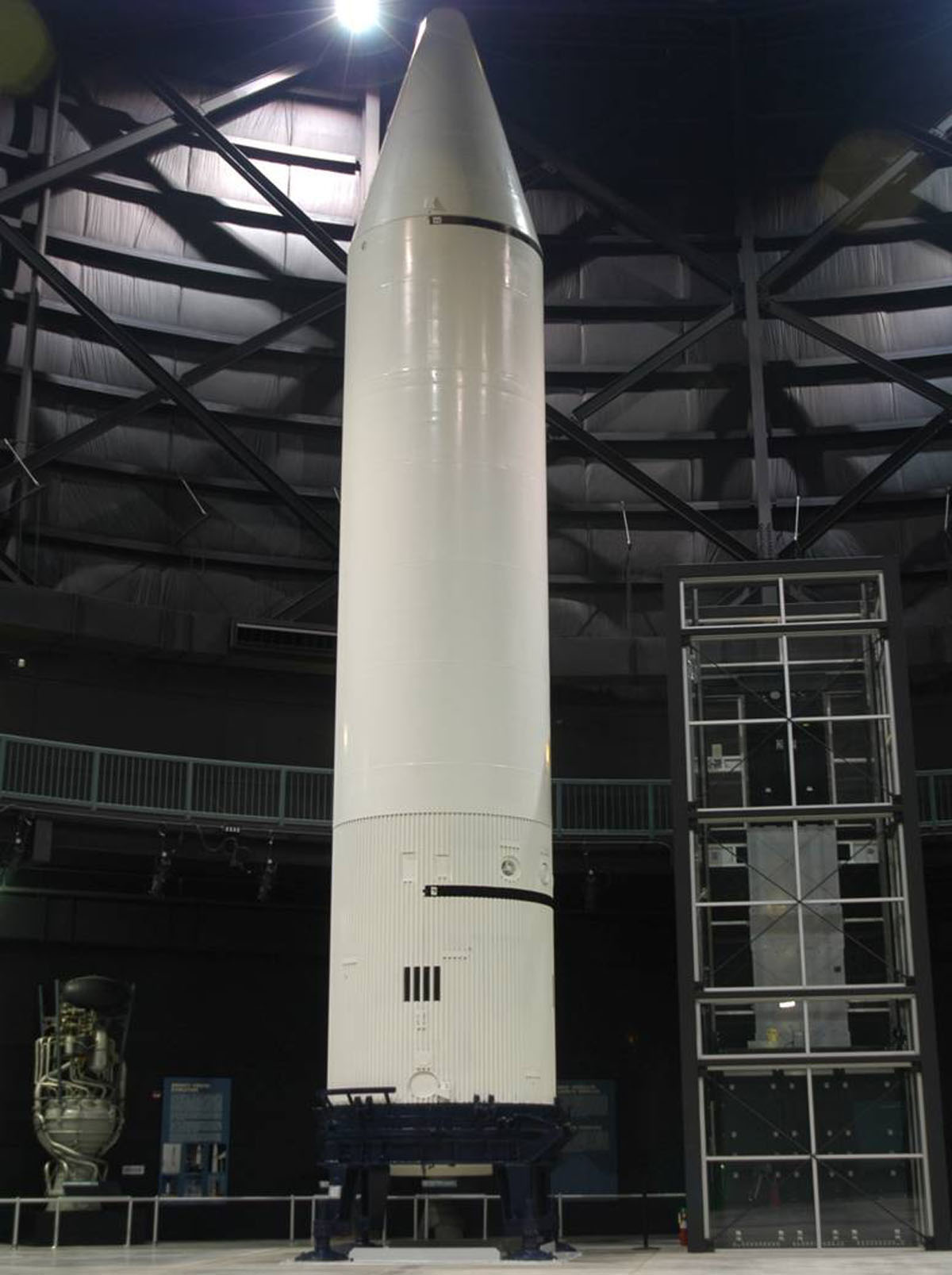
Jupiter on display at the National Museum of the United States Air Force, Ohio

The Marshall Space Flight Center in Huntsville, Alabama displays a Jupiter missile in its Rocket Garden.
The U.S. Space & Rocket Center in Huntsville, Alabama displays two Jupiters, including one in Juno II configuration, in its Rocket Park.
Một tên lửa SM-78/PMG-19 Jupiter được trưng bày tại Bảo tàng Tên lửa & Vũ trụ Không quân ở Mũi Canaveral, Florida.
Một tên lửa Jupiter (trong cấu hình Juno II) được trưng bày trong Vườn Tên lửa tại Trung tâm Vũ trụ Kennedy, Florida. Nó bị hư hại bởi cơn bão Frances vào năm 2004, nhưng đã được sửa chữa và sau đó được đưa trở lại trưng bày.
Một chiếc PGM-19 được trưng bày tại Bảo tàng Không quân Hoa Kỳ ở Dayton, Ohio. Tên lửa này được tập đoàn Chrysler mua vào năm 1963. Trong nhiều thập kỷ, nó được trưng bày bên ngoài bảo tàng, trước khi bị dỡ bỏ vào năm 1998. Tên lửa đã được nhân viên của bảo tàng khôi phục và được đưa trở lại trưng bày trong bảo tàng vào năm 2007.
PGM-19 được trưng bày tại South Carolina State Fairgrounds ở Columbia, South Carolina. Tên lửa, được đặt tên là Columbia, được Không quân Hoa Kỳ trưng bày thành phố vào đầu những năm 1960. Nó đã được lắp đặt tại các khu hội chợ vào năm 1969 với chi phí là 10.000 đô la.
Tên lửa cũng được trưng bảy ở công viên Không quân tại Hampton, Virginia, bảo tàng giao thông Virginia Roanoke, Virginia, và bên ngoài bảo tàng hàng không Frontiers of Flight tại Dallas Love Field, Dallas, Texas.

### Trích dẫn
1. 1 2 3  Kyle 2011, IRBM Battle.
2. ↑  Healy 1958, tr. 1.
3. ↑  Kyle 2011, The Design.
4. ↑  Mackenzie 1993, tr. 135.
5. 1 2 3 4  Mackenzie 1993, tr. 136.
6. ↑  Neufeld 1990, tr. 121.
7. ↑  Kyle 2011, Defining the Army/Navy Jupiter.
8. ↑  Mackenzie 1993, tr. 132.
9. 1 2 3  Mackenzie 1993, tr. 131.
10. ↑  Mackenzie 1993, tr. 120.
11. ↑  "Air Force Calls Army Unfit to Guard Nation". New York Times. ngày 21 tháng 5 năm 1956. tr. 1.
12. ↑  Converse III, Elliot (2012). Rearming for the Cold War 1945 – 1960 (PDF). Government Printing Office. tr. 527.
13. ↑  Mackenzie 1993, tr. 138.
14. ↑  "Installation history, 1957". US Army Redstone Arsenal History. Bản gốc lưu trữ ngày 18 tháng 5 năm 2015. Truy cập ngày 24 tháng 3 năm 2021.
15. ↑  Mackenzie 1993, tr. 139.
16. ↑  Ley, Willy (tháng 11 năm 1958). "How Secret was Sputnik No. 1?". Galaxy. tr. 48–50. Truy cập ngày 13 tháng 6 năm 2014.
17. ↑  David, Leonard (ngày 4 tháng 10 năm 2002). "Sputnik 1: The Satellite That Started It All". Space.com. Bản gốc lưu trữ ngày 16 tháng 2 năm 2006. Truy cập ngày 20 tháng 1 năm 2007.
18. 1 2 3  Kyle 2011, Air Force Gains Control.
19. ↑  Larsen, Douglas (ngày 1 tháng 8 năm 1957). "New Battle Looms Over Army's Newest Missile". Sarasota Journal. tr. 35. Truy cập ngày 18 tháng 5 năm 2013.
20. ↑  Trest, Warren (2010). Air Force Roles and Missions: A History. Government Printing Office. tr. 175. ISBN 9780160869303.
21. ↑  Kyle 2011, Testing Jupiter, Propulsion.
22. ↑  Kyle 2011, Testing Jupiter, Static Test.
23. ↑  Johnstone, Harry. "The Life and Times of Harry M. Johnstone". Engine History. Bản gốc lưu trữ ngày 24 tháng 9 năm 2015.
24. 1 2 3 4 5  Kyle 2011, Jupiter Takes Flight.
25. ↑  Parsch, Andreas. "Jupiter". Encyclopedia Astronautica. Bản gốc lưu trữ ngày 10 tháng 10 năm 2011. Truy cập ngày 26 tháng 4 năm 2014.
26. ↑  Wade, Mark. "Jupiter". Encyclopedia Astronautica. Bản gốc lưu trữ ngày 4 tháng 4 năm 2017.
27. ↑  Beischer, DE; Fregly, AR (1962). "Animals and man in space. A chronology and annotated bibliography through the year 1960" (bằng tiếng Anh). Bản gốc lưu trữ ngày 11 tháng 8 năm 2015. Truy cập ngày 30 tháng 6 năm 2019. {{Chú thích tạp chí}}: Chú thích magazine cần |magazine= (trợ giúp)
28. ↑  "Jupiter". Cape Canaveral, Florida: Air Force Space and Missile Museum. Bản gốc lưu trữ ngày 19 tháng 4 năm 2014. Truy cập ngày 26 tháng 4 năm 2014.
29. ↑  "Hurricane Frances damage to Kennedy Space Center". collect SPACE. Truy cập ngày 24 tháng 2 năm 2012.
30. ↑  "Factsheets: Chrysler SM-78/PGM-19A Jupiter". National Museum of the United States Air Force. Bản gốc lưu trữ ngày 7 tháng 4 năm 2014. Truy cập ngày 26 tháng 4 năm 2014.
31. ↑  Rantin, Bertram (ngày 6 tháng 10 năm 2010). "The 2010 SC State Fair is just a week away". The State. South Carolina. Bản gốc lưu trữ ngày 7 tháng 10 năm 2010. Truy cập ngày 26 tháng 4 năm 2014.